# 3585 Goshirakawa
3585 Goshirakawa este un asteroid din centura principală, descoperit pe 28 ianuarie 1987 de Tsuneo Niijima și Takeshi Urata.